# Tempête sous un crâne
Pour les articles homonymes, voir Tempête (homonymie).
Pour plus de détails, voir Fiche technique et Distribution.
Tempête sous un crâne est un documentaire de Clara Bouffartigue, sorti le 24 octobre 2012 sur les écrans des salles de cinéma françaises. Le film est disponible en DVD vidéo à partir du 7 avril 2014. Il est accompagné de bonus comprenant des entretiens réalisés deux ans après avec les enseignantes, des élèves, un représentant du Syndicat national des enseignements de second degré (SNES) et la réalisatrice. Le titre est une référence au chapitre III du Livre 7 du tome 1 des Misérables de Victor Hugo.

## Synopsis
Alice enseigne le français. Isabelle, les arts plastiques.
Elles ont une classe en commun. Les 4C.
Une équipe soudée jongle à leurs côtés avec les tumultes de ce bel âge qu’est l’adolescence.
Passant des bancs de la classe à l’épaule de l’enseignant, chacun revisite son rapport à l’école, découvrant les cours de ces profs qui font de leur savoir leur plus juste outil de transmission.
Le film pénètre la boîte noire d’un métier difficile, blackboulé entre le réel et la noblesse de ses idéaux, et qui pourtant touche souvent dans la banalité de son quotidien à la grandeur des choses essentielles. 

## Fiche technique
- Réalisation : Clara Bouffartigue
- Image & Son : Clara Bouffartigue
- Dispositif de prise de son et prise de sons additionnels : Vincent Montrobert
- Montage : Gwenola Héaulme
- Montage Son : Cécile Ranc
- Mixage : Laure Arto
- Etalonnage : Paul Wattebled
- Producteurs : Luc Martin-Gousset, Françoise Davisse
- Distribution :

 France : Point du Jour international
- Distribution DVD :

 France : Point du Jour International
- Presse : Les Piquantes
- Genre : documentaire
- Dates de sortie cinéma :
  - France : 24 octobre 2012
- Dates de sortie DVD :
  - France : 7 avril 2014